# Національний інститут польської культурної спадщини за кордоном «Полоніка»
Національний інститут польської культурної спадщини за кордоном «Полоніка» (пол. Narodowy Instytut Polskiego Dziedzictwa Kulturowego za Granicą „Polonika”) — державна установа культури, створена згідно з постановою Міністра культури та національної спадщини Пйотра Ґлінського від 18 грудня 2017 року. До червня 2018 року організація мала назву «Національний інститут польської культурної спадщини за кордоном».

## Завдання
Інститут реалізує державну політику у сфері захисту та популяризації польської культурної спадщини за межами країни. Основні напрями діяльності включають:
1. Збір та поширення знань про польську культурну спадщину за кордоном.
2. Проведення заходів зі збереження матеріальних слідів польської культури за межами Польщі.
3. Підтримка, просування і проведення наукових досліджень спадщини.
4. Формування позитивного образу Польщі як частини європейської і світової культурної спадщини.
5. Співпраця з інституціями, що займаються збереженням польської спадщини за кордоном.
6. Виконання міжнародних зобов’язань та реалізація стратегій охорони спадщини.

## Форми діяльності
Інститут здійснює свою діяльність через:
- реалізацію проєктів реставрації та консервації об’єктів спадщини;
- документацію, цифровізацію, дослідження та експертні оцінки;
- підтримку експозицій польського мистецтва за кордоном;
- вшанування пам’яті історичних постатей та подій;
- створення й підтримку баз даних і тематичних порталів;
- моніторинг загроз польській спадщині;
- замовлення досліджень і прогнозів розвитку галузі;
- видання книг, журналів, мультимедійних матеріалів і документальних фільмів;
- організацію конференцій, семінарів, виставок тощо;
- реалізацію просвітницьких, інформаційних і промоційних кампаній;
- укладання угод з партнерами щодо реалізації спільних проєктів;
- фінансування або співфінансування зовнішніх ініціатив;
- реалізацію програм, у тому числі за дорученням міністра;
- проведення конкурсів на премії та стипендії міністра;
- залучення позабюджетного фінансування, включаючи фонди ЄС.